# Luther Newman
Luther Grayson Newman (* 6. März 1894 in Hendersonville, Polk County (North Carolina); † September 1964 in Kalifornien) war ein amerikanischer Techniker der Konstruktionsabteilung von Metro-Goldwyn-Mayer, der bei der Oscarverleihung 1960 zusammen mit seinen Kollegen Edgar L. Stones, Glen Robinson und Winfield Hubbard für die Gestaltung einer vieldrahtigen, ferngesteuerten Seilwinde („For the design of a multiple-cable, remote-controlled winch.“) einen Oscar für technische Verdienste in Form einer Statuette (Class I) erhielt.

Oscar von Ben Hecht, 1928

Bei der Statuette handelt es sich um den bekanntesten Oscar, er ist 34 cm groß, 3,85 kg schwer, besteht aus Bronze und ist elektrolytisch mit 24-karätigem Gold überzogen. Im gleichen Jahr gewann Ben Hur den gleichen Preis als Bester Film.
Luther Newman war mit Freda verheiratet und hatte einen Sohn. Er starb im September 1964 in Kalifornien im Alter von 70 Jahren.
Ansonsten konnte über Newmans Leben und seine berufliche Laufbahn nichts weiter in Erfahrung gebracht werden.